# 펠릭스 파팔라디
펠릭스 파팔라디(영어: Felix Pappalardi, 1939년 12월 30일 ~ 1983년 4월 17일)는 미국의 음악 프로듀서, 작곡가, 보컬리스트, 베이시스트였다. 그는 밴드 마운틴의 베이시스트이자 보컬리스트로 대중에게 가장 잘 알려져 있는데, 그의 노래인 〈Mississippi Queen〉은 빌보드 핫 100에서 21위를 정점으로 하여 클래식 록 라디오의 주류가 되었다. 뉴욕의 그리니치빌리지의 다양한 음악계에서 탄생한 그는 영국의 파워 트리오 크림과 친하게 지내며, 그들의 두 번째 음반 《Disraeli Gears》의 작곡, 편곡, 프로듀싱을 맡았다. 애틀랜틱 레코드의 프로듀서로서, 그는 기타리스트 레슬리 웨스트와 함께 여러 프로젝트를 진행했고, 1969년에 그들의 파트너쉽은 마운틴으로 발전했다. 이 밴드는 5년이 채 되지 않았지만 그들의 작품은 헤비 메탈과 하드 록 음악의 1세대에게 영향을 미쳤다. 파팔라디는 1983년 그의 아내 게일 콜린스의 총에 맞아 사망할 때까지 프로듀서, 세션 음악가, 작곡가로 계속 활동했다.

## 어린 시절
파팔라디는 뉴욕주 브롱크스에서 태어났다. 고전적으로 훈련된 음악가였던 그는 뉴욕 시립 음악 예술고등학교를 졸업하고 미시간 대학교에 다녔다.